# Drabopsis
Drabopsis es un género de fanerógamas perteneciente a la familia Brassicaceae. Comprende cuatro especies.

## Especies seleccionadas
- Drabopsis brevisiliqua
- Drabopsis nuda
- Drabopsis oronticum
- Drabopsis verna